# ʿAbdallāh ibn al-Hurr al-Qaisī
ʿAbdallāh ibn al-Hurr al-Qaisī (arabisch عبد الله بن الحر القيسي, DMG ʿAbdallāh ibn al-Ḥurr al-Qaisī), Variante: al-ʿAbsī, al-ʿAnsī, wird von Ibn ʿAsākir in seiner monumentalen Stadtgeschichte von Damaskus genannt. Er ist wahrscheinlich vor der Zeit der Prophetie Mohammeds geboren, hatte allerdings keine direkten Kontakte zu Mohammed. Somit war er kein Prophetengefährte und konnte vom Propheten keine Traditionen überliefern. Er wird lediglich unter denjenigen Muslimen genannt, die zur Zeit des Propheten gelebt haben: adraka n-nabiyya.
Gemäß Ibn ʿAsākir nahm er im Jahre 636, vier Jahre nach Mohammeds Tod, an der Eroberung von Damaskus teil.
Am Kaisān-Tor (Bāb Kaisān), das bereits im Römischen Reich als Tor des Jupiter galt, besaß er ein vom Kalifen Umar ibn al-Chattab als Lehen vergebenes Land (qaṭīʿa). Dort genoss er, so Ibn ʿAsākir, Ansehen und war noch in den Folgegenerationen bekannt (la-hu ḏikr).
Nachdem Ibn al-Ḥurr das Land in Syrien landwirtschaftlich zu nutzen begonnen hatte, zog er den Zorn des Kalifen auf sich. Denn er ließ seinen Ackerbau zerstören und sagte: „du hast dich in die Reihe der Erniedrigten und Unbedeutenden unter den Ungläubigen (kuffār) begeben“ (in die Reihe derer, die, als besiegte und ansässige Bevölkerung, Steuern an die Muslime zu entrichten hatten). Einem weiteren Bericht zufolge hat der Kalif in derselben Gegend, im Süden von Damaskus, den Banū ʿAbs Weideflächen für ihre Pferde zugeteilt, die sie dann allerdings als Ackerland benutzt haben. Der Kalif nahm ihnen das Land weg und verhängte eine Geldstrafe über sie für dort Erwirtschaftetes.
Die ablehnende Haltung gegenüber Besitz und landwirtschaftlicher Kultivierung der durch Dschihad eroberten Länder beschäftigte die Gelehrtenwelt über mehrere Jahrhunderte. Dabei griff man auf Aussagen des Propheten zurück, dessen Sendung und Prophetie sich im Dschihad manifestierten. Der ägyptische Gelehrte Abū Ǧaʿfar aṭ-Ṭaḥāwī († 933) zitiert den folgenden Prophetenspruch, den schon al-Buḫārī († 870) in seiner Sammlung authentischer Traditionen verzeichnet hatte:
„Ich bin vor der Wiederauferstehung mit dem Schwert gesandt worden, damit Gott allein, der keinen Teilhaber hat, gedient wird. Mein Lebensunterhalt ist mir unter meine Speerspitze gelegt worden. (Var.: mein Lebensunterhalt ist mir in den Schatten meiner Lanze gelegt worden). Die Erniedrigung und Demütigung ist denjenigen auferlegt, die mir Widerstand leisten. Und diejenigen, die andere Völker nachahmen, sind ein Teil von ihnen.“
Der im 14. Jahrhundert wirkende ḥanbalitische Rechtswissenschaftler und Theologe Ibn Radschab kommentiert die Entscheidung des Kalifen ʿUmar, der den muslimischen Eroberern von al-Ḥūla untersagte, das fruchtbare Land landwirtschaftlich zu nutzen, mit folgenden Worten: „die Prophetengefährten hielten es für verwerflich, ein besteuertes Land zwecks Ackerbau zu betreten, denn dies lenkt (die Muslime) vom Dschihad ab.“ Anschließend zitiert Ibn Radschab den syrischen Juristen Makhūl ibn Abī Muslim ad-Dimaschqī († zwischen 730 und 737), den Ibn an-Nadīm als Verfasser eines juristischen Werkes nennt, wie folgt: „als die Muslime nach Syrien kamen, berichtete man ihnen über die üppige Landwirtschaft von al-Ḥūla. Daraufhin haben sie angefangen, das Land zu bebauen. Die Nachricht (darüber) erreichte dann ʿUmar ibn al-Ḫaṭṭāb; er entsandte (eine Truppe) gegen den Ackerbau der Muslime, der in voller Blüte und Reife stand und ließ (die Felder) durch Feuer zerstören.“
Der Fall von ʿAbd Allāh ibn al-Ḥurr und seinen Zeitgenossen, die sich während der Eroberungszeit in den eroberten Gebieten – wie die unterworfene Bevölkerung – der Landwirtschaft widmeten, ist in den Rechtswerken über Jahrhunderte thematisiert worden. Die Frage von Landbesitz ist allerdings im Laufe der Zeit von der Notwendigkeit des Dschihād abgetrennt behandelt worden. „Die Aussagen des Propheten über diese Themen sind Reminiszenzen an eine vergangene und ruhmreiche Zeit geblieben.“